# Kovařovicova zahrada
Kovařovicova zahrada se nachází na nároží Rašínova nábřeží a Vnislavovy ulice v historické zástavbě Vyšehradu. Společně s přilehlou Kovařovicovou vilou v Libušině ulici, která byla postavena v letech 1912–1913 architektem Josefem Chocholem v kubistickém slohu pro stavitele Bedřicha Kovařovice, je od roku 1964 chráněna jako kulturní památka. Zahrada leží ve výšce 194 m n. m.

## Historie a architektura
Zahrada je umístěna na půdorysně zvláštní, nepravidelné parcele pětiúhelníkového tvaru. Netradiční kompoziční řešení otevírá interiér vily do průčelí a spojuje jej s rozčleněnou zahradou. Opticky tak zvětšuje prostorové dispozice zahrady, která má výměru jen 0,03 hektaru. Architektonický návrh domu i zahrady zpracoval český architekt Josef Chochol a dům zasadil do kubisticky projektované zahrady.

## Současnost
Půlkruhovou terasu před zadním průčelím spojuje s nižší úrovní zahrady celkem pět vyrovnávacích schodišť, každé o pěti stupních. Umělecky komponovaná zahrada je dobře viditelná přes mřížové oplocení, nebo rovněž z nadhledu z pěší lávky nedalekého železničního mostu přes Vltavu. 
Plná revitalizace zahrady se uskutečnila v roce 1995 spolu s rekonstrukcí a adaptací vily. Výchozí studie se zrodila v ateliéru architekta Lukáše Matějovského. Následnou projektovou dokumentaci zpracoval architekt Rudolf Martínek ve spolupráci s dalšími odborníky. Rekonstrukce zahrady se uskutečnila za pomoci původních plánů a fotodokumentace, neboť rozvržení vegetačních polí zmizelo při úpravách domu i zahrady pro účely mateřské školky v roce 1960.

### Přestavby
- před rokem 1930 – zanikla menší zahrádka za domem s verandou a kuželníkem
- 1935 – František Kokeš; v rohu zahrady postavena garáž
- 1960–1995 – mateřská školka
- 1995 – Rudolf Martínek – projekt rehabilitace zahrady
- 1995 – Lukáš Matějovský – celková rekonstrukce, stylové doplnění a rehabilitace zahrady
- 1995 – odstraněna garáž na zahradě z roku 1935[4]